# Parafia Matki Bożej Wspomożenia Wiernych w Hucisku Jawornickim
Parafia Matki Bożej Wspomożenia Wiernych w Hucisku Jawornickim − parafia rzymskokatolicka znajdująca się w archidiecezji przemyskiej, w dekanacie Kańczuga. 

## Historia
Wieś Hucisko Jawornickie była wzmiankowana już w XVII wieku jako Huta Szklana. W 1920 roku Janina i Stanisław Niemczycki właściciele miejscowego folwarku ufundowali drewnianą kapliczkę.
W 1956 roku podjęto decyzję o budowie kościoła, według projektu inż. Michała Mersona. Oficjalnie budowano remizę strażacką, ale gdy pojawiła się wieżyczka, władze zatrzymały budowę. W 1957 roku staraniem wiernych i wstawiennictwu płk. Henryka Makary, władze wydały zgodę na ukończenie budowy. Po dobudowaniu prezbiterium i zakrystii, 18 lipca 1958 roku ks. prał. Franciszek Misiąg poświęcił kościół filialny pw. Matki Bożej Wspomożenia Wiernych. Początkowo na miejscu zamieszkał ks. emeryt Antoni Ziobro, a od 1964 roku ks. Czesław Prajzner.
W kwietniu 1969 roku dekretem bpa Ignacego Tokarczuka została erygowana parafia, z wydzielonego terytorium parafii Jawornik Polski. Następnie budowano plebanię jako dom prywatny, ale po wykryciu władze zatrzymały budowę, a milicja i wojsko rozebrały budynek. W 1971 roku otwarto cmentarz parafialny. W 1972 roku po uzyskaniu pozwolenia, plebanię zbudowano ponownie. W 1973 roku zbudowano salkę katechetyczną. W latach 2001–2003 przeprowadzono generalny remont kościoła. 11 listopada 2004 roku bp Adam Szal poświęcił dzwonnicę.
Na terenie parafii jest 415 wiernych.
Proboszczowie parafii:
1969–1992. ks. Tadeusz Niemiec.
1992–2000. ks. Antoni Grzyś.
2000–2003. ks. Marian Hoffman.
2003–2005. ks. Andrzej Bujny.
2005–2011. ks. Marek Danak.
2011– nadal ks. Bogdan Potoczny.